# Сатана (Южный Парк)
Сатана́ (англ. Satan) — персонаж мультсериала «Южный Парк», основанный на одноимённом христианском демоне зла. Сатану озвучивает Трей Паркер.
Сатана правит в аду и ведёт давнюю войну с Богом, однако он далеко не так безжалостен и изначально зол, каким его принято показывать. В сериале Сатана — мягкосердечный антигерой, способный на сочувствие и эмоциональные переживания, страдающий от непонимания окружающих.
Большинство появлений Сатаны в сериале (равно как и его роль в фильме «Саут-Парк: большой, длинный и необрезанный») акцентируются на его романтических отношениях, как правило, гомосексуальных. В начале сериала любовником Сатаны становится Саддам Хуссейн, попавший в ад после смерти. Однако в дальнейшем Сатана покидает Саддама, так как тот слишком доминирует над ним. С тех пор у Сатаны было ещё три любовника: Крис, Кевин и Дональд Трамп. Также у Сатаны есть редко появляющийся в сериале сын по имени Дэмиен, который нигде явно не упоминается как Антихрист, однако образ которого основан на главном персонаже фильма «Омен».

## Появление
В аудиокомментарии к эпизоду «Дэмиен» создатели «Южного парка» Трей Паркер и Мэтт Стоун рассказывают, что идея о Сатане и Саддаме как любовниках пришла к ним на съёмках фильма «БЕЙСкетбол» — они пытались произвести впечатление на девушек, играя импровизированные сценки из взаимоотношений Сатаны с Саддамом. В том же комментарии Паркер упоминает, что идея сделать Сатану слабаком пришла Стоуну под впечатлением от фильма «Восставший из Ада 3».

## Мировое господство
За время, описываемое в сериале, Сатана трижды пытается достичь господства над Землёй. Это происходило в эпизодах «Дэмиен», «Лучшие друзья навсегда» и в фильме «Саут-Парк: большой, длинный и необрезанный». Все три попытки оканчиваются неудачей.

## Романтические отношения
На сегодняшний момент известно лишь о трёх любовных связях Сатаны. Подробнее всего были продемонстрированы его отношения с Саддамом Хусейном, показанные в полнометражном фильме «Саут-Парк: большой, длинный и необрезанный». Эти отношения были не очень удачными, так как Саддам был крайне груб и всячески унижал Сатану, не обращая внимания на его чувства. Кроме того, было очевидно, что Саддама интересуют только секс и возможность мирового господства. Не без помощи Кенни, Сатана решает порвать с Саддамом, и сбрасывает его на скальные выступы, после чего Саддам погибает.
Саддам возвращается в ад в эпизодах «Попадают ли умственно отсталые в ад?» и «Возможно» (это объясняется тем, что Саддам погибает, а, следовательно, имеет полное право находиться в аду). К этому времени Сатана начал встречаться с человеком по имени Крис, который при жизни был вегетарианцем и старался наладить со всеми добрые отношения. Сатана не мог не оценить эти качества, однако Крис был слишком мягким, что создавало проблемы в сексуальных отношениях между ними. После того, как Сатана напился и провёл ночь с Саддамом, между Саддамом и Крисом разгорается война. Они постоянно убивают друг друга, но, будучи уже мертвыми, они каждый день вновь появляются в аду. В это время Сатана обращается к Богу, который «достаточно мудр, чтобы помочь ему». Бог говорит Сатане, что его любовники сделали его слишком мягкотелым, и Сатане нужно расстаться с ними, чтобы разобраться в своих чувствах. Сатана решает последовать этому совету и расстаётся с обоими.
В эпизоде «Лучшие друзья навсегда», Сатане помогает демонический советник, прототипом которого, скорее всего, был Грима Червеуст (или, возможно, Палпатин). Он помогает Сатане в его попытках захватить рай. Когда войска Сатаны начинают проигрывать, и Сатана решает отступить, советник просит его потерпеть. В ответ Сатана выкрикивает: «Нет, Кевин! Я порываю с тобой!» и уничтожает его своим взглядом. Слова Сатаны являлись единственным намёком на возможность каких-либо отношений между ним и Кевином. Если эти отношения действительно имели место, то их последствия являются довольно безобидными.
В эпизоде 18 сезона «Условно-бесплатное — не бесплатно» Стэн, который тратит кучу денег на мобильную игру Терренса и Филиппа, призывает Сатану, чтобы тот объяснил, чем плоха условно-бесплатная модель распространения игр. После этого Сатана временно захватывает душу Стэна, чтобы сразиться с Канадским Дьяволом.
В эпизоде 22 сезона «Настало время сурьёзности» Стэн, Кенни, Картман, Кайл и Эл Гор вызывают Сатану, чтобы рассказать ему о Челмедведосвине, и тот отправляет их в библиотеку. В «Никто не станет сурьёзным?» Картман убеждает Сатану сразиться с Челмедведосвином. Сатана вступает в жестокую схватку с демоном, но умирает и возносится Богом в Рай.

## Празднование Хэллоуина
В эпизоде «Ад на земле 2006» Сатана празднует Хэллоуин, выбираясь на Землю и устраивая роскошную вечеринку в подражание 16-летним девицам с MTV, что в очередной раз демонстрирует его женственную сторону.